# Острів Стеніна
О́стрів Сте́ніна (рос. Остров Стенина) — невеликий острів у затоці Петра Великого Японського моря. Знаходиться за 11,8 км на південний схід від мису Клерка, що на материку, та за 6,1 км на північ від острова Великий Пеліс. Адміністративно належить до Хасанського району Приморського краю Росії.

## Географія
Острів видовжений із заходу на схід на 2,4 км, максимальна ширина при цьому становить всього 900 м. Поверхня пагорбиста та заросла широколистим лісом та чагарниками. Береги майже всюди скелясті, стрімкі, червонуватого кольору. Виключенням є низька, місцями заросла чагарником північно-західна сторона острова. Узбережжя острова обмежоване каменями та рифами. На схід від острова виступає риф з трьома надводними каменями, на північний захід — виступає мілина з найменшою глибиною 2,3 м, туди ж тягнеться риф з глибиною 0,8 м. Острів є частиною Далекосхідного морського заповідника.

## Історія
Острів вперше був відкриті 1851 року французькими китобоями, і в 1852 році описані моряками французького брига «Каприз». Нанесений на карту в 1854 році, тоді ж англійцями був названий Редкліфф, тобто Червона скеля. Ця назва збереглась до 1880 року. Ретельно описав та наніс на морську карту в 1862–1863 роках підполковник корпусу флотських штурманів Василь Бабкін під час своєї експедиції з борту корвета «Калевала». Вдруге описаний експедицією А. С. Стеніна в 1880 році, тоді ж і перейменований в свою сучасну назву на честь керівника експедиції.